# Simon Olivier
Simon Cornelis Johannes Olivier (Amsterdam, 13 juni 1879 - Wageningen, 9 augustus 1961) was een Nederlandse wetenschapper. Hij was van 1919 tot 1949 hoogleraar aan de Landbouwhogeschool Wageningen. Tijdens de Tweede Wereldoorlog zat hij bijna twee jaar gevangen wegens zijn verzet tegen de Duitse bezetter.

## Levensloop
Olivier studeerde in Apeldoorn aan de HBS om daarna scheikunde te studeren aan de Technische Hogeschool Delft. Hij promoveerde in 1913 cum laude tot doctor in de technische wetenschap op de studie Snelheidsmetingen bij de reactie van Friedel en Crafts. Hij werkte vervolgens als assistent bij het Rijks-Landbouwproefstation in Groningen en als leraar natuur- en scheikunde op de HBS in Nijmegen. Daarna kreeg hij een betrekking aan de Landbouwhogeschool in Wageningen. In 1918 werd hij benoemd tot hoogleraar. Oliviers publicaties trokken ook de aandacht van het buitenland, met name op het gebied van organische chemie.

## Tweede Wereldoorlog
Al ruim voor de Duitse inval in Nederland maakte Olivier zich zorgen over het nazisme. Zo werd hij in 1936 lid van het Comité van Waakzaamheid van anti-nationaal-socialistische Intellectueelen. Ook pleitte hij voor toelating van Joodse vluchtelingen uit nazi-Duitsland. Al vroeg in de oorlog kwam Olivier in verzet. Samen met onder andere de onderwijzer Frans van der Have begon hij met de verspreiding van illegale bladen. Ook begonnen zij met het verzamelen van wapens die onder andere na de Slag om de Grebbeberg waren achtergebleven.
Olivier was een van de weinige werknemers van de Landbouwhogeschool die bezwaar maakten toen hun in 1940 werd gevraagd een ariërverklaring in te leveren. Volgens hem vormde de verklaring "de inleiding der discriminatie der joden in Nederland". Toen hem werd medegedeeld dat dit hem de status van terrorist kon opleveren zette hij een kruis door het formulier en vulde een nieuwe vragenlijst in. Desondanks bleef Olivier zich uitspreken tegen het nationaalsocialistisch gedachtegoed. 
Nadat NSB'ers Wageningen op 18 juli 1941 hadden volgeplakt met briefjes van de Duitse V-actie (het overnemen van 'V=Victorie' door de Duitsers “want Duitschland wint op alle fronten”) en vooral het hoofdgebouw van de Landbouwhogeschool ruim was behangen met geplakte briefjes, gaf Olivier een werkster opdracht alles te verwijderen. Enige dagen later werd hij in hechtenis genomen. Na 11 maanden gevangenschap in Amersfoort, waar hij, zoals hij het zelf zei "van naderbij kennis maakte met de methoden die de Duitschers gebruiken om tegenstanders tot rede te brengen", werd hij ontslagen uit zijn academische functie en verbannen uit Wageningen. 
Hij werd opgesloten in het zogeheten Oranjehotel in Scheveningen. Vervolgens zat Olivier tot 1943 vast in verschillende Duitse concentratiekampen totdat hij wegens zijn zwakke gezondheid werd vrijgelaten. Olivier kreeg echter een publicatieverbod opgelegd en mocht zich niet meer in universiteitssteden laten zien.

## Na de oorlog
Na de oorlog werd Olivier benoemd tot rector magnificus van de Landbouwhogeschool voor de jaargang 1945-1946. Hij was eerder rector in Wageningen geweest in het collegejaar 1923-1924. In 1949 ging Olivier met pensioen.

## Persoonlijk
Olivier was getrouwd met Maria Haitsma. Samen hadden zij twee kinderen. Zijn vrouw en een zoon kwamen op 17 september 1944 tijdens een bombardement voorafgaand aan de Slag om Arnhem. Olivier werd onderscheiden met de Orde van de Nederlandse Leeuw (1932) en het Franse Légion d'honneur (1928). In Wageningen werd de Olivierlaan naar hem vernoemd.